# 大林勝臣
大林 勝臣（おおばやし かつおみ、1931年1月27日 - ）は自治官僚。

## 概要
東京大学法学部法律学科卒業後の1954年に自治庁に入る。地方出向は愛媛県総務部地方課長、香川県経済労働部長を歴任。本庁では選挙部管理課長、大臣官房総務課長、選挙部長を経て、1982年7月から行政局長に就任。自治省では選挙制度のエキスパートであり、選挙課長時代には1975年の公職選挙法改正案に関与し、選挙部長時代には議員立法ながら参議院比例区の導入に活躍した。
1987年9月に自治事務次官に就任。1989年6月に退官。その後は自治総合センター理事長に就任。

## 略歴
- 1954年：自治庁入省[5]。
- 1954年：京都府総務部地方課。
- 1958年：自治大学校。
- 1959年：自治庁行政局行政課。
- 1960年：自治省行政局行政課。
- 1961年：愛媛県総務部地方課長。
- 1963年：公営企業金融公庫総務部経理課次長。
- 1964年：自治省選挙局選挙課長補佐。
- 1970年：香川県経済労働部長。
- 1971年：香川県農林部長。
- 1973年：総理府人事局参事官。
- 1975年：自治省行政局選挙部管理課長。
- 1976年：自治省行政局選挙部選挙課長。
- 1978年：自治省大臣官房総務課長。
- 1979年：自治省行政局選挙部長。
- 1982年：自治省行政局長。
- 1987年：自治事務次官。